# Denon
Denon – japońska firma działająca w branży audio i audio wideo. Nazwa Denon pochodzi od połączenia słów Denki Onkyo. Firma została utworzona w 1939.
Produkty:
- Sprzęt stereofoniczny – wzmacniacze, amplitunery, tunery, odtwarzacze CD/SACD, gramofony, mini systemy stereo, kompaktowe systemy audiofilskie.
- Komponenty kina domowego HD – wzmacniacze, amplitunery, odtwarzacze DVD, odtwarzacze płyt Blu-ray, odtwarzacze kina domowego „All-in-one“
- Sprzęt dla DJ – odtwarzacze CD/MP3, odtwarzacze multimedialne USB/MIDI, mixery audio
- Akcesoria – słuchawki, wkładki gramofonowe, kable.